# 1350 Росселія
1350 Росселія (1350 Rosselia) — астероїд головного поясу, відкритий 3 жовтня 1934 року.
Тіссеранів параметр щодо Юпітера — 3,295.